# Supraporte
Een supraporte of bovendeurstuk (Latijn: supra - "boven", porta - "deur"; Italiaans: sopraporte; Frans: dessus-de-porte) is een boven een deur of portaal aangebracht kunstwerk, meestal een schilderij, soms ook een reliëf, stucwerk, houtsnijwerk of wandtapijt. Het kan een los kunstwerk betreffen, maar vaak is de supraporte geïntegreerd in de deuromlijsting of is het onderdeel van een complete zaalbetimmering (boiserie).
Supraportes worden onder andere aangetroffen in kastelen, paleizen, stadhuizen of burgerhuizen uit de renaissance-, barok- of rococoperiode; later ook in burgerwoningen in historiserende stijl of jugendstil. Het onderwerp van een supraporte is soms verbonden met de ruimte waarin deze is aangebracht. Soms wordt een wapen afgebeeld. Meestal worden landschappen of bloem- en fruitstillevens afgebeeld.
Een supraporte in de vorm van een vlakke driehoek noemt men een timpaan.

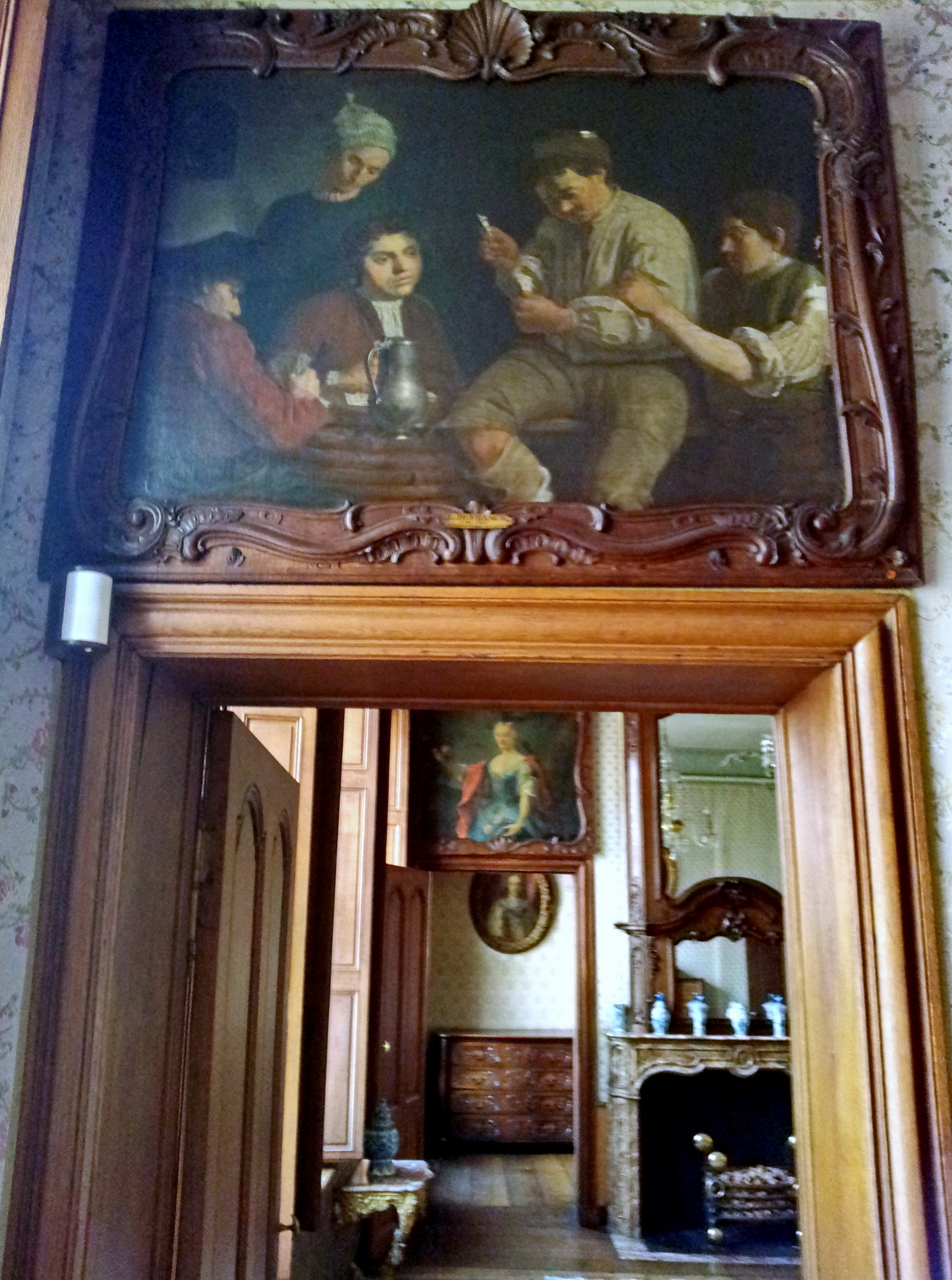
Twee supraportes met schilderingen van Léonard Defrance, Ansembourg Museum, Luik
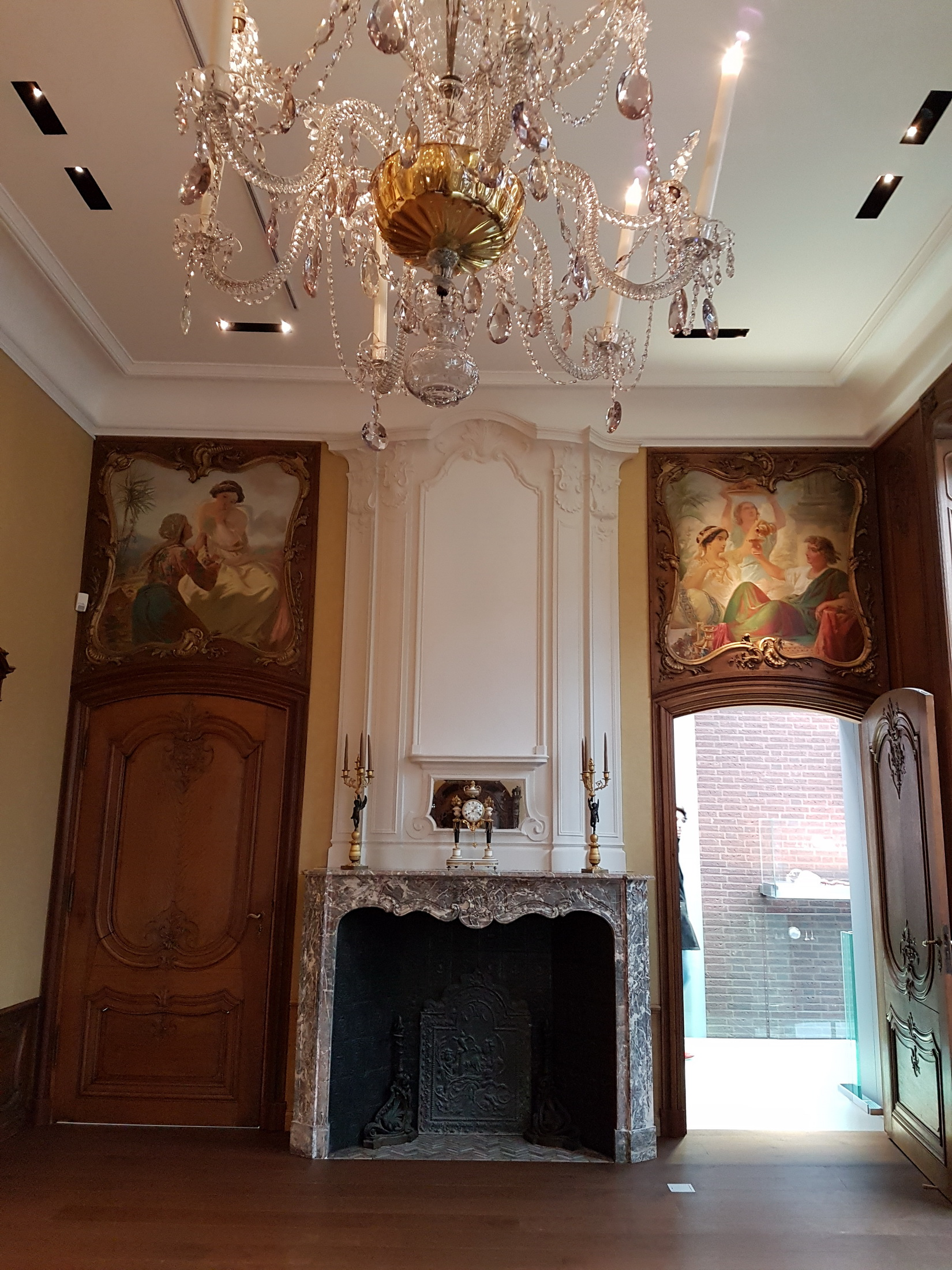
Twee supraportes met schilderingen van Charles Soubre, TEFAF-zaal, Museum aan het Vrijthof, Maastricht
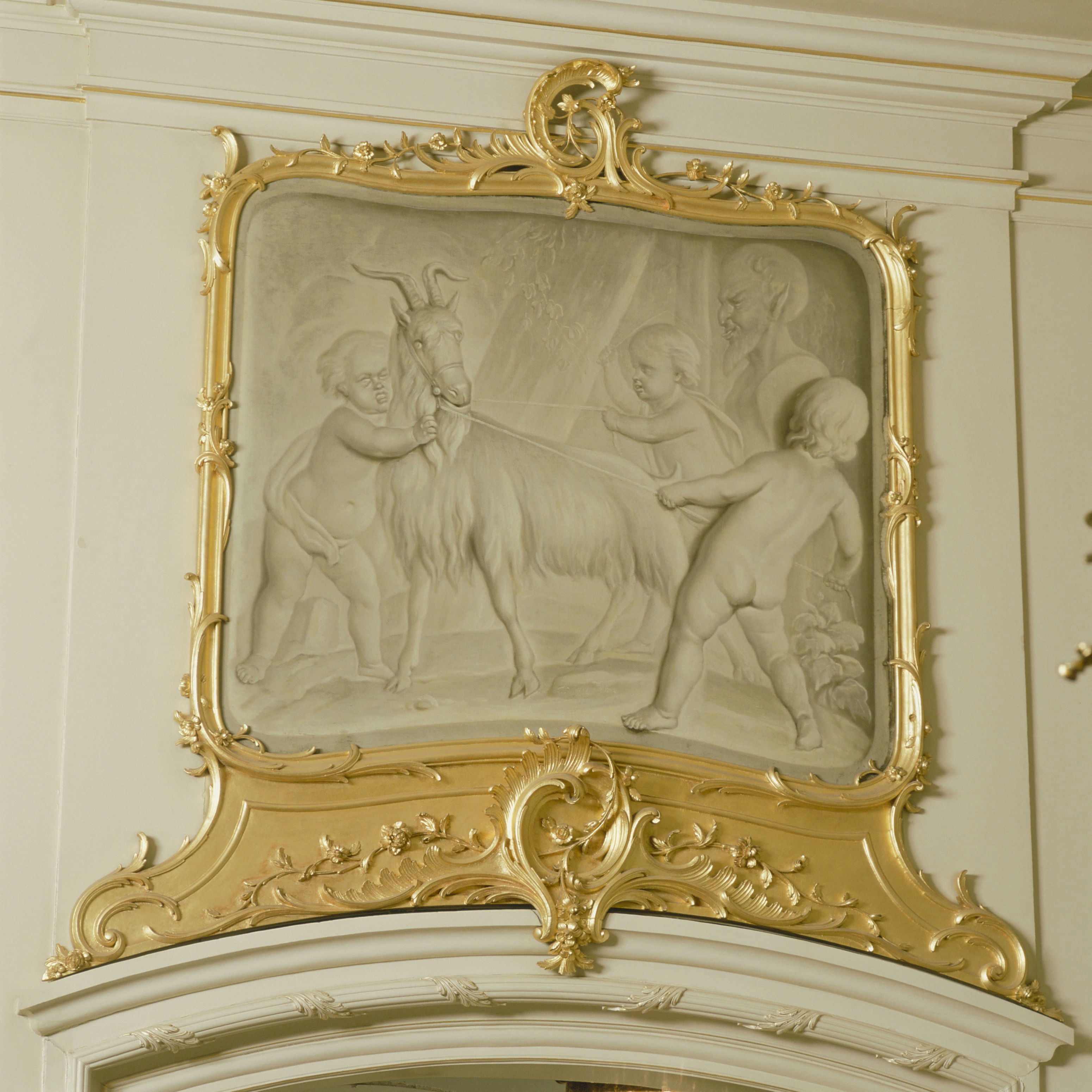
Supraporte met grisailleschildering, Keizersgracht 317, Amsterdam
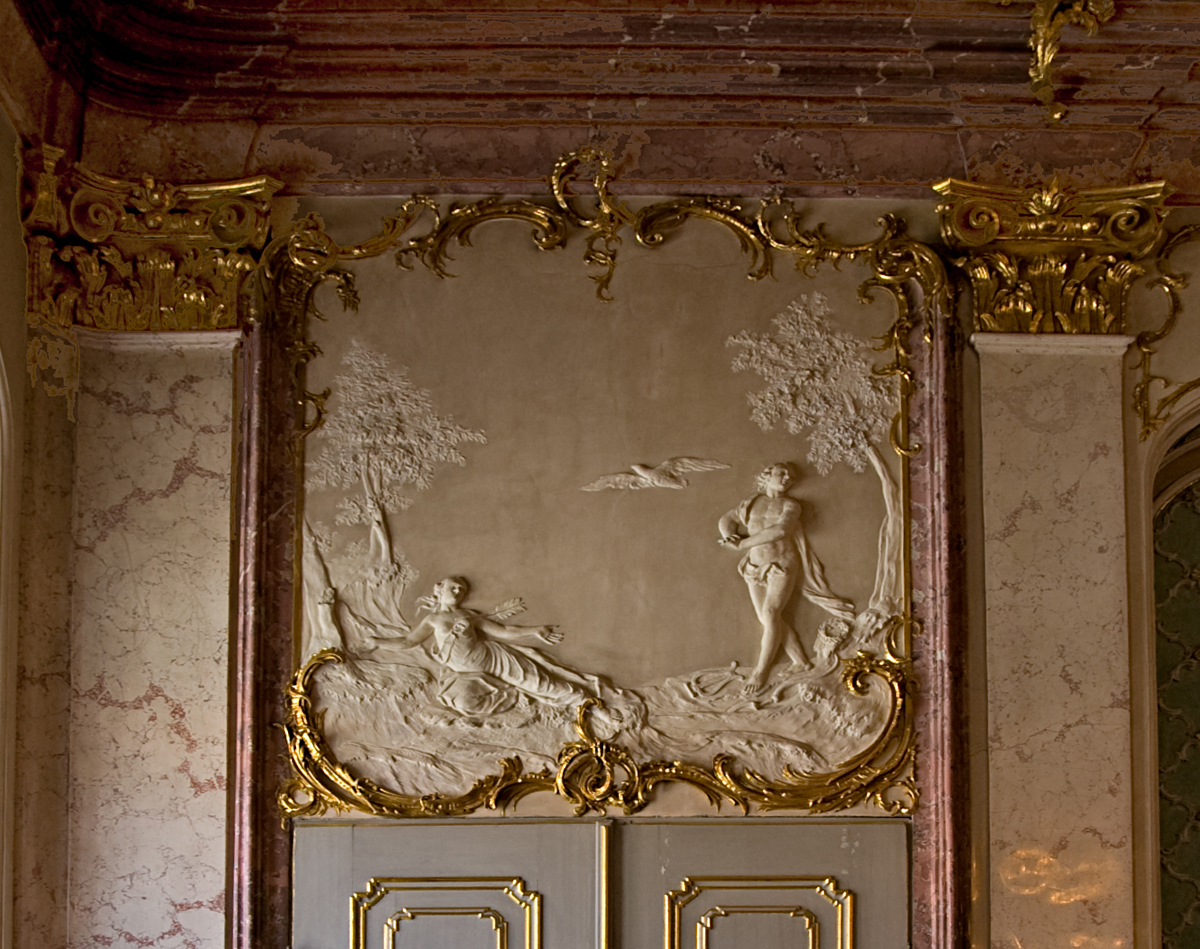
Gestucte supraporte in de Spiegelzaal van de Residenz in Eichstätt
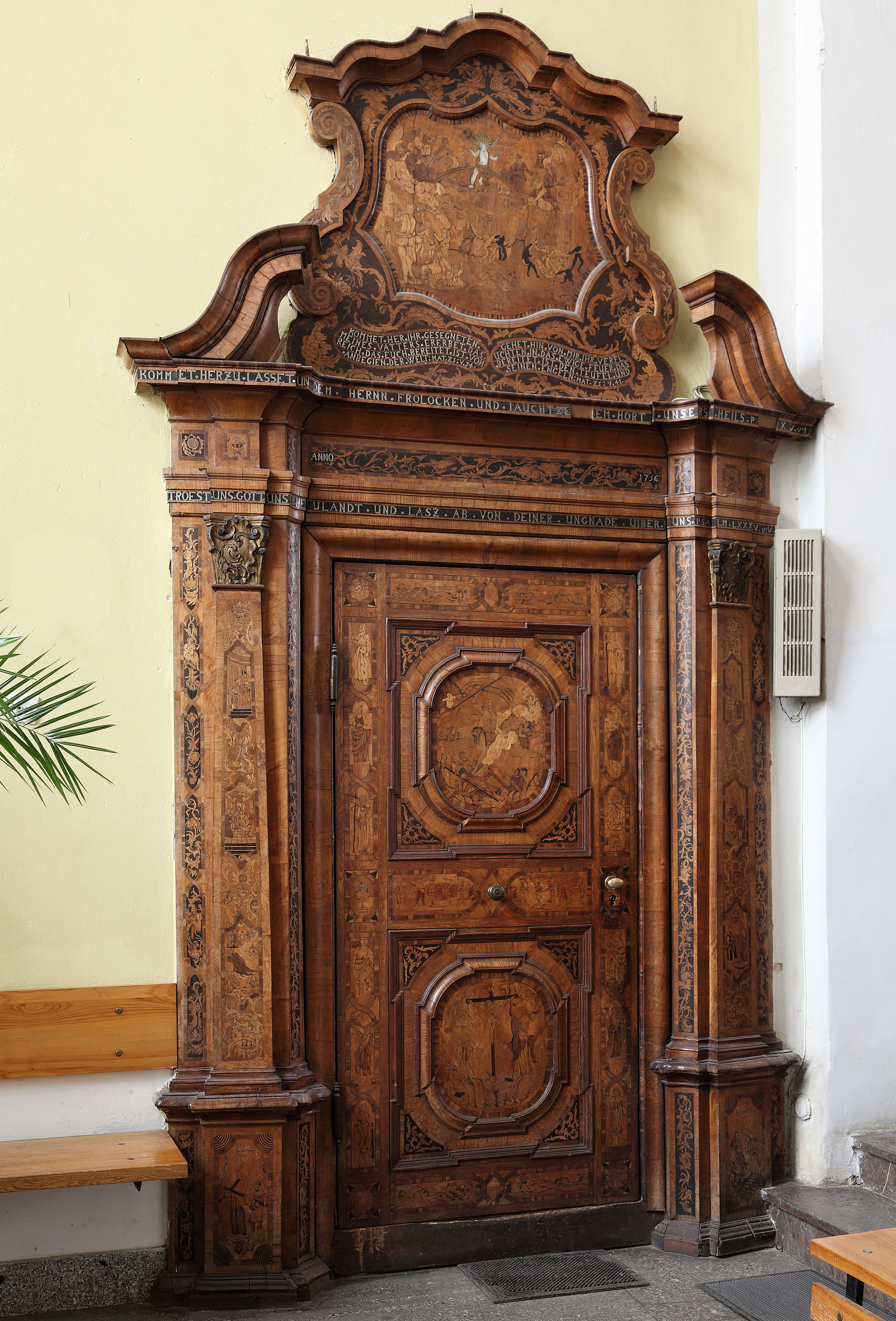
Geïntegreerde supraporte met houtsnijwerk in Toruń, Polen